# Слободка (Дрибинский район)
Слобо́дка (бел. Слабодка) — деревня в составе Коровчинского сельсовета Дрибинского района Могилёвской области Республики Беларусь.

## Население
- 1999 год — 58 человек
- 2014 — 15 человек[источник не указан 3816 дней]